# Кёйперс, Бас
Бас Эдо Кёйперс (нидерл. Bas Edo Kuipers; род. 17 августа 1994, Амстердам) — нидерландский футболист, защитник клуба «Твенте».
Бас — племянник известного нидерландского врача и астронавта Андре Кёйперса.

## Клубная карьера
Кёйперс — воспитанник футбольной академии столичного клуба «Аякс». 30 августа 2013 года в матче против дублёров «Твенте» он дебютировал в Эрстедивизи за дублирующий состав. Летом 2014 года для получения игровой практики Бас на правах аренды перешёл в «Эксельсиор». 30 августа в матче против «Хераклеса» он дебютировал в Эредивизи. По окончании аренды Кёйперс подписал полноценный контракт с роттердамским клубом.
В июле 2017 года перешёл в АДО Ден Хааг, заключив с клубом контракт на два года. 11 августа в матче против «Утрехта» он дебютировал за новый клуб.
В начале 2019 года Кёйперс перешёл в румынский «Вииторул». 3 февраля в матче против «Университатя» он дебютировал в чемпионате Румынии. В составе клуба Бас завоевал Кубок и Суперкубок Румынии. Летом того же года Кёйперс вернулся в Нидерланды, подписав контракт с НЕК. 9 августа в матче против «Эйндховена» он дебютировал за новую команду. Летом 2020 года Кёйперс подписал контракт с «Гоу Эхед Иглз». 30 августа в матче против «Дордрехта» он дебютировал за новую команду. 17 октября в поединке против «Эйндховена» Бас забил свой первый гол за «Гоу Эхед Иглз». По итогам сезона игрок помог клубу выйти в элиту.
28 мая 2024 года подписал четырёхлетний контракт с «Твенте».

## Международная карьера
В 2015 году Кёйперс в составе молодёжной сборной Нидерландов принял участие в Турнире в Тулоне.

## Достижения
Клубные
 «Вииторул» (Констанца)
- Обладатель Кубка Румынии — 2018/2019
- Обладатель Суперкубка Румынии — 2019